# 啟明信息
启明信息技术股份有限公司（深交所：002232），中國第一汽車集團公司旗下企業，是在2000年成立，也就是前身為中国第一汽车集团公司电子计算处。主要業務管理软件、汽车电子产品、提供汽车电子产品研发制造、系统集成、增值服务、系统集成业务、数据中心等。其股份自在2008年5月9日在深圳证券交易所上市。
現時董事長為徐建一，首席執行官為尚兴中。

## 外部連線
- 启明信息技术股份有限公司（页面存档备份，存于）